# 平群神社
平群神社（へぐりじんじゃ）は、奈良県生駒郡平群町西宮にある神社。式内社（大社）で、旧社格は村社。俗称は「西宮」。

## 祭神
現在の祭神は次の1柱。
- 大山祇神

延長5年（927年）成立の『延喜式』神名帳での祭神の記載は5座。元々は古代氏族の平群氏の祖神を祀ったとされる。5座の詳細は明らかでないが、元々の祭神は1座か2座で後世に他の祭神が加えられたとする説が挙げられている。
なお、三重県桑名市にも式内社の平群神社（旧郷社）があり、平群氏祖の木菟宿禰を祀る。
本殿に向かって左側の摂社の祭神は天照大神である。

## 歴史
創建は不詳。
延長5年（927年）成立の『延喜式』神名帳では、大和国平群郡に「平群神社五座 並大 月次新嘗」と記載され、5座が式内大社に列するとともに朝廷の月次祭・新嘗祭では幣帛に預かる旨が定められている。当社を式内大社「平群神社」に比定する説は後掲の『興福寺官務牒疏』以降になるが、比定を確実とする資料は知られていない。なお、平安時代中期の『和名抄』に見える地名のうちでは、当地は大和国平群郡平群郷の中心部に比定される。
室町時代前期、嘉吉元年（1441年）の『興福寺官務牒疏』では「平群大明神」と記載が見え、平群氏祖神を祀る旨、神供僧・神人がいる旨が記されている。
近世には「春日大明神」と称された。また境内には神宮寺として竜花山西宮密寺があったが、神仏分離で廃絶して社務所となっている。
明治維新後、近代社格制度では村社に列している。

## 主な祭事
- 秋季大祭（10月15日）[1]